# Cuisine cadienne
La cuisine cadienne, ou cuisine cajun, est un type de gastronomie introduite en Louisiane par les Acadiens. Elle est d’origine française avec des influences espagnoles, africaines et amérindiennes.
Ses influences françaises se remarquent, entre autres, dans l’utilisation du roux. Elle se caractérise par son recours aux épices, aux oignons, aux poivrons, aux okras (gombos, en français cadien) et au céleri. Les fruits de mer, mais surtout les écrevisses (crawfish), tiennent une place prééminente dans la cuisine cadienne. Les sauces sont épaissies à l’aide de poudre de gombo filé, faite de feuilles de sassafras.

## Histoire
Les Acadiens étaient un groupe de colons français qui résidaient dans l'actuel Canada. Au milieu du XVIIIe siècle, ils ont été déportés de l'Acadie par les Britanniques pendant la guerre franco-indienne, dans ce qu'ils ont appelé Le Grand dérangement, et beaucoup d'entre eux ont fini par s'installer dans le sud de la Louisiane.
En raison du changement extrême de climat, les Acadiens étaient incapables de cuisiner leurs plats d'origine. Bientôt, leurs anciennes traditions culinaires ont été perdues, et ainsi, ces autres repas se sont développés pour devenir ce qui est maintenant considéré comme les traditions de la cuisine cajun classique (à ne pas confondre avec le concept plus moderne associé au style de Prudhomme).
Jusqu'au XXe siècle, les repas n'étaient pas élaborés mais plutôt basiques. La fausse perception du public de la cuisine « cajun » était basée sur le style de Prudhomme, qui était épicé, savoureux et non fidèle à la forme classique de la cuisine.
Les cuisines cajun et créole ont été confondues, mais les origines de la cuisine créole remontent à La Nouvelle-Orléans, tandis que la cuisine cajun est apparue 40 ans après la création de la Nouvelle-Orléans. Aujourd'hui, la plupart des restaurants servent des plats composés de styles cajuns, que Paul Prudhomme a baptisés « cuisine louisianaise ». Dans la cuisine familiale, ces différents styles sont encore séparés, mais de moins en moins de personnes cuisinent les plats cajuns classiques qui auraient été consommés par les premiers colons.

## Méthodes de cuisson

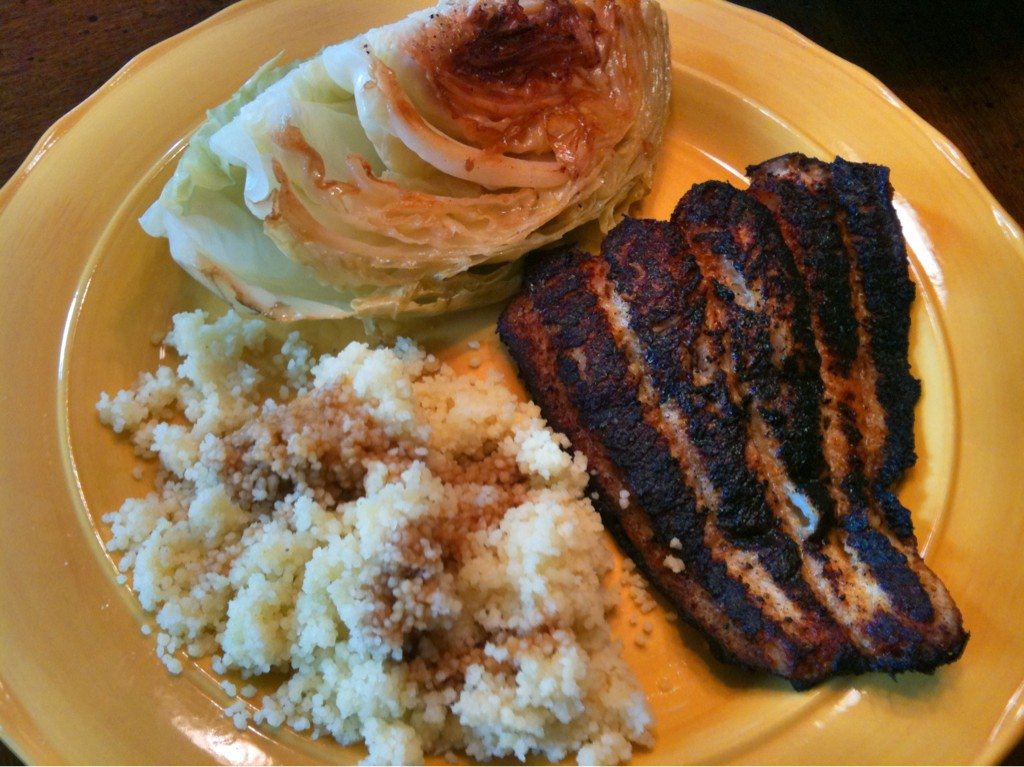
Poisson noirci après cuisson (à droite).

Le noircissement est une technique de cuisson utilisée dans la préparation du poisson et d'autres aliments. Souvent associée à la cuisine cajun, cette technique a été popularisée par le chef Paul Prudhomme. L'aliment est plongé dans du beurre fondu puis saupoudré d'un mélange d'herbes et d'épices, généralement une combinaison de thym, d'origan, de piment, de poivre en grains, de sel, de poudre d'ail et de poudre d'oignon. Elle est ensuite cuite dans une poêle en fonte très chaude,. La couleur brun-noir caractéristique de la croûte résulte d'une combinaison de solides de lait brunis provenant du beurre et d'épices carbonisées.
Bien que la recette originale fasse appel au sébaste (red drum), la même méthode de préparation peut être appliquée à d'autres types de poissons et à d'autres sources de protéines, comme le steak, les escalopes de poulet ou le tofu.

## Plats cajuns

### Principaux favoris

#### Boudin

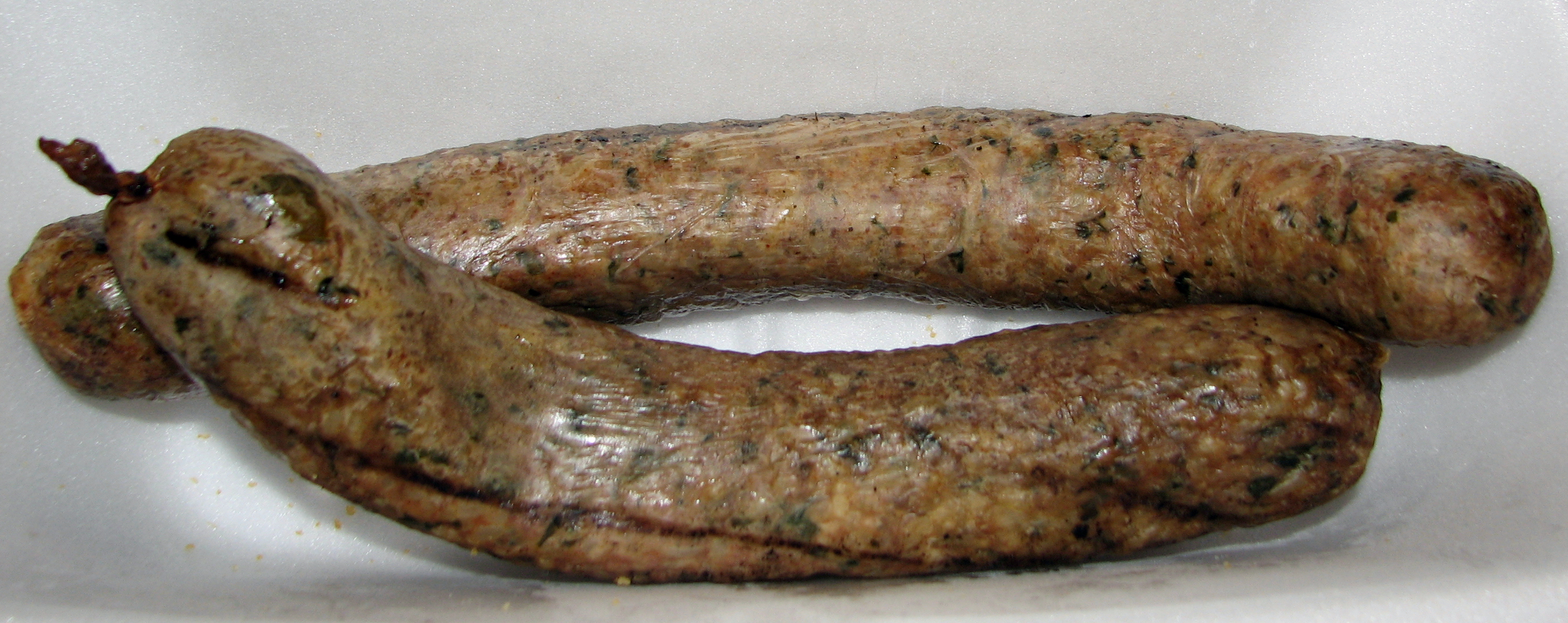
Boudin qui vient d'être fumé.

Le boudin est un type de saucisse fabriquée à partir de porc, de foie de porc, de riz, d'ail, d'oignons verts et d'autres épices. Il est largement disponible à la maille ou à la livre dans les boucheries. Le boudin est généralement farci dans un boyau naturel et a une consistance plus molle que d'autres variétés de saucisses plus connues. Il est généralement servi avec des accompagnements tels que la vinaigrette de riz, le maque choux ou le pain. Les boules de boudin sont couramment servies dans les restaurants du sud de la Louisiane ; elles sont fabriquées en sortant le boudin de son emballage et en le faisant frire sous forme de sphère.

#### Gombo

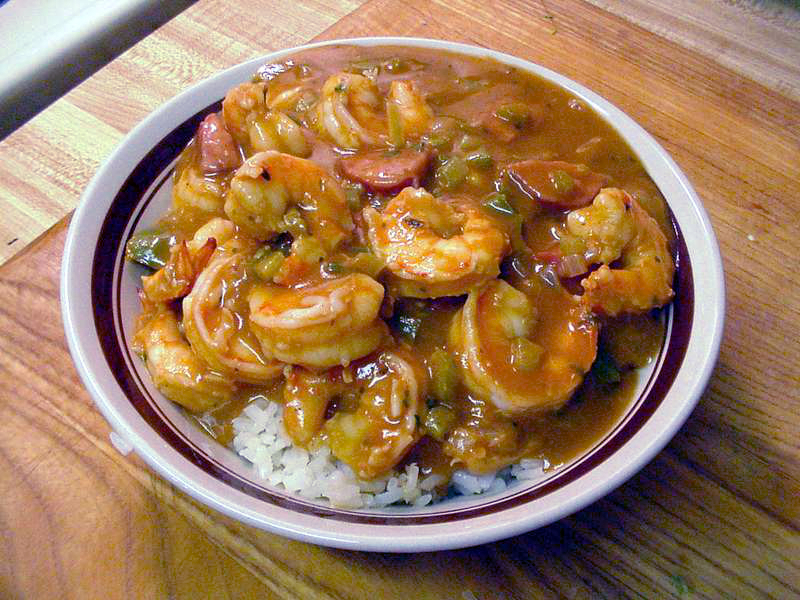
Gombo de crevettes.

Les soupes appelées « gombo » figurent en tête de liste des plats favoris de la cuisine cajun. Contrairement aux croyances non cajuns ou continentales, le gombo ne signifie pas simplement « tout dans le pot ». Le gombo illustre l'influence des cultures alimentaires française, espagnole, africaine et amérindienne sur la cuisine cajun. Le nom signifiait à l'origine « gombo », un mot apporté dans la région depuis l'Afrique occidentale. Le fruit du gombo, qui peut être un ingrédient principal des recettes de gombo, est utilisé comme agent épaississant et pour sa saveur végétale distincte. Beaucoup prétendent que le gombo est un plat cajun, mais il a été créé bien avant l'arrivée des Acadiens. Il est né de la culture créole française de la Nouvelle-Orléans, en Louisiane, où des Français, des Espagnols et des Africains fréquentaient les lieux, et a également été influencé par les vagues ultérieures de colons italiens, allemands et irlandais.
Le « gombo filé » est épaissi avec des feuilles de sassafras séchées après la fin de la cuisson du ragoût, une pratique empruntée aux Indiens Chactas. La base d'un gombo est le roux, dont il existe deux variantes : le cajun, un roux brun doré, et le créole, un roux foncé, qui est fait de farine, grillée jusqu'à ce qu'elle soit bien dorée, et de graisse ou d'huile. Le gombo classique est fait de poulet et de la saucisse cajun appelée andouille, mais les ingrédients varient en fonction de ce qui est disponible.

#### Jambalaya
La seule chose certaine que l'on peut dire à propos du jambalaya est qu'il contient du riz, une viande (comme du poulet ou du bœuf), des fruits de mer (comme des crevettes ou des écrevisses) et d'autres éléments qui peuvent être disponibles. En général, il comprend des poivrons verts, des oignons, du céleri, des tomates et des piments forts. Il s'agit également d'un excellent plat pré-acadien, établi par les Espagnols en Louisiane.

#### Riz et sauce
Les plats de riz et de sauce sont un élément de base de la cuisine cajun. Il s'agit généralement d'une sauce brune à base de jus de cuisson, qui est déglacée et mijotée avec des assaisonnements supplémentaires et servie sur du riz cuit à la vapeur ou bouilli. Le plat est traditionnellement préparé à partir de morceaux de viande moins chers et cuit dans une marmite en fonte, généralement pendant une période prolongée afin de laisser les morceaux de viande coriaces devenir tendres. Le bœuf, le porc, le poulet ou une grande variété de viandes de gibier sont utilisés pour sa préparation. Les variétés locales populaires comprennent le steak de hamburger, le lapin étouffé, les cous de dinde et la fricassée de poulet.

### Autres plats
- Andouille
- Chaudin
- Cochon de lait
- Crevettes
- Cuisses de grenouille frites
- Dirty rice (riz sale[17])
- Écrevisses
- Étouffée
- Tarte à la bouillie

### Événements liés

#### Bouillie d'écrevisses
L'ébullition d'écrevisses est un événement festif au cours duquel les Cajuns font bouillir des écrevisses, des pommes de terre, des oignons et du maïs dans de grandes marmites sur des cuisinières à propane. Des citrons et de petits sacs en mousseline contenant un mélange de feuilles de laurier, de graines de moutarde, de poivre de Cayenne et d'autres épices, communément appelé crab boil ou crawfish boil, sont ajoutés à l'eau pour l'assaisonner. Les résultats sont ensuite déversés sur de grandes tables recouvertes de journaux et, dans certaines régions, recouverts de mélanges d'épices créoles/cajun, tels que REX, Zatarain's, Louisiana Fish Fry, ou Tony Chachere's. On utilise aussi parfois de la sauce cocktail, de la mayonnaise et de la sauce piquante. Les fruits de mer sont déposés sur de grands plateaux ou assiettes et mangés à la main.
Pendant les périodes où les écrevisses ne sont pas abondantes, les crevettes et les crabes sont préparés et servis de la même manière. Les personnes présentes sont encouragées à « sucer la tête » d'une écrevisse en séparant la tête de l'abdomen du crustacé et en aspirant la graisse et les jus de la tête.
Souvent, les nouveaux venus à l'ébullition de l'écrevisse ou ceux qui ne sont pas familiers avec les traditions sont avertis en plaisantant « de ne pas manger les morts ». Cela vient de la croyance commune selon laquelle lorsque des écrevisses vivantes sont bouillies, leurs queues s'enroulent sous elles-mêmes, mais que lorsque des écrevisses mortes sont bouillies, leurs queues sont droites et molles. Les bouillies de fruits de mer avec des crabes et des crevettes sont également populaires.

#### Boucherie familiale

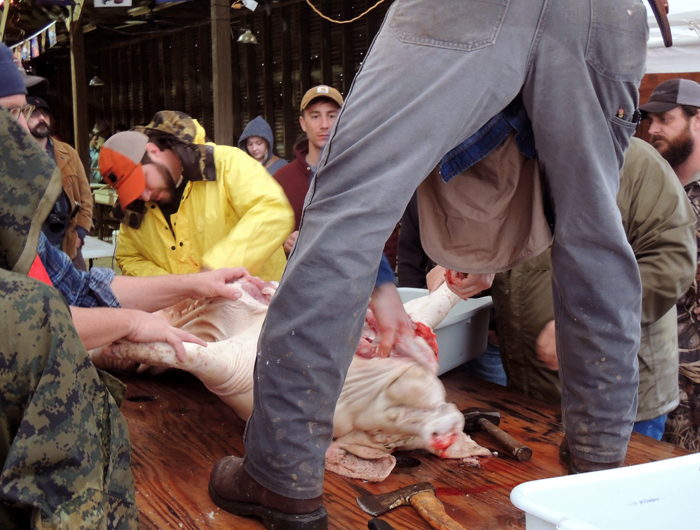
Boucherie traditionnelle près de Eunice, en Louisiane.

L'événement alimentaire traditionnel cajun en plein air organisé par un fermier dans les zones rurales de l'Acadiane. La famille et les amis du fermier se réunissent pour socialiser, jouer à des jeux, danser, boire et prendre un copieux repas composé de porc et d'autres plats. Les hommes ont la tâche d'abattre un porc, de le découper en parties utilisables et de cuisiner les principaux plats de porc tandis que les femmes ont la tâche de faire le boudin.

#### Cochon de lait
Semblable à une boucherie familiale, le cochon de lait est un événement alimentaire qui tourne autour du porc mais qui n'a pas besoin d'être organisé par un agriculteur. Traditionnellement, un cochon de lait était acheté pour l'événement, mais dans les cochons de lait modernes, on utilise des porcs adultes.
Contrairement à la boucherie familiale, le cochon n'est pas dépecé par les hôtes et il n'y a généralement pas autant d'invités ou d'activités. L'hôte et les invités masculins ont la tâche de faire rôtir le cochon (voir rôti de porc) tandis que les invitées féminines apportent des plats d'accompagnement.

#### Mardi gras rural
Le mardi gras traditionnel cajun (voir : Courir de Mardi Gras) est une célébration de mardi gras dans les paroisses rurales cajun. La tradition est née au XVIIIe siècle chez les Cajuns de Louisiane, mais elle a été abandonnée au début du XXe siècle en raison de la violence indésirable associée à l'événement. Au début des années 1950, la tradition a été relancée à Mamou dans la paroisse d'Évangeline.
L'événement s'articule autour de masques masculins à cheval qui parcourent la campagne pour collecter des ingrédients alimentaires pour la fête qui suivra. En échange des ingrédients, ils divertissent les habitants des maisons avec de la musique cajun, des danses et des pitreries festives. L'ingrédient préféré est un poulet vivant que le maître de maison lance pour que les masques le poursuivent (symbolisant une chasse), mais d'autres ingrédients peuvent être du riz, des saucisses, des légumes ou du poulet congelé. 
Contrairement à d'autres événements cajuns, les hommes ne participent pas à la préparation du plat principal de la fête et les femmes préparent le poulet et les ingrédients du gombo. Une fois les festivités commencées, les membres de la communauté cajun mangent et dansent au son de la musique cajun jusqu'à minuit, après quoi c'est le début du carême.

## Galerie

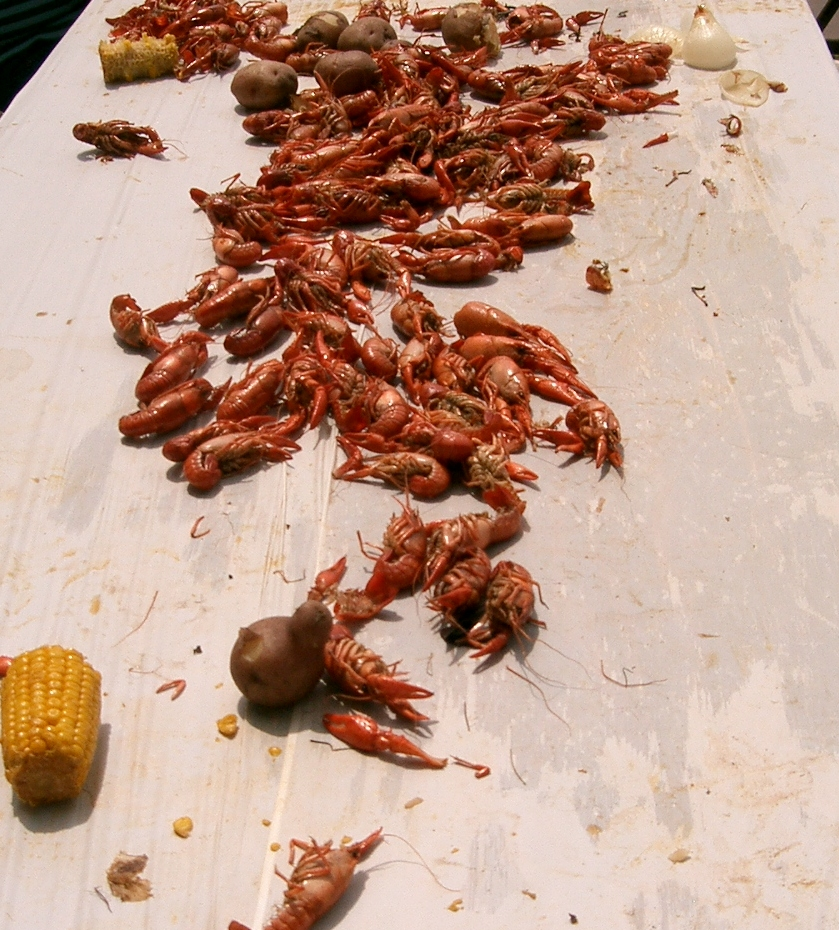
Écrevisses bouillies (Louisiane).
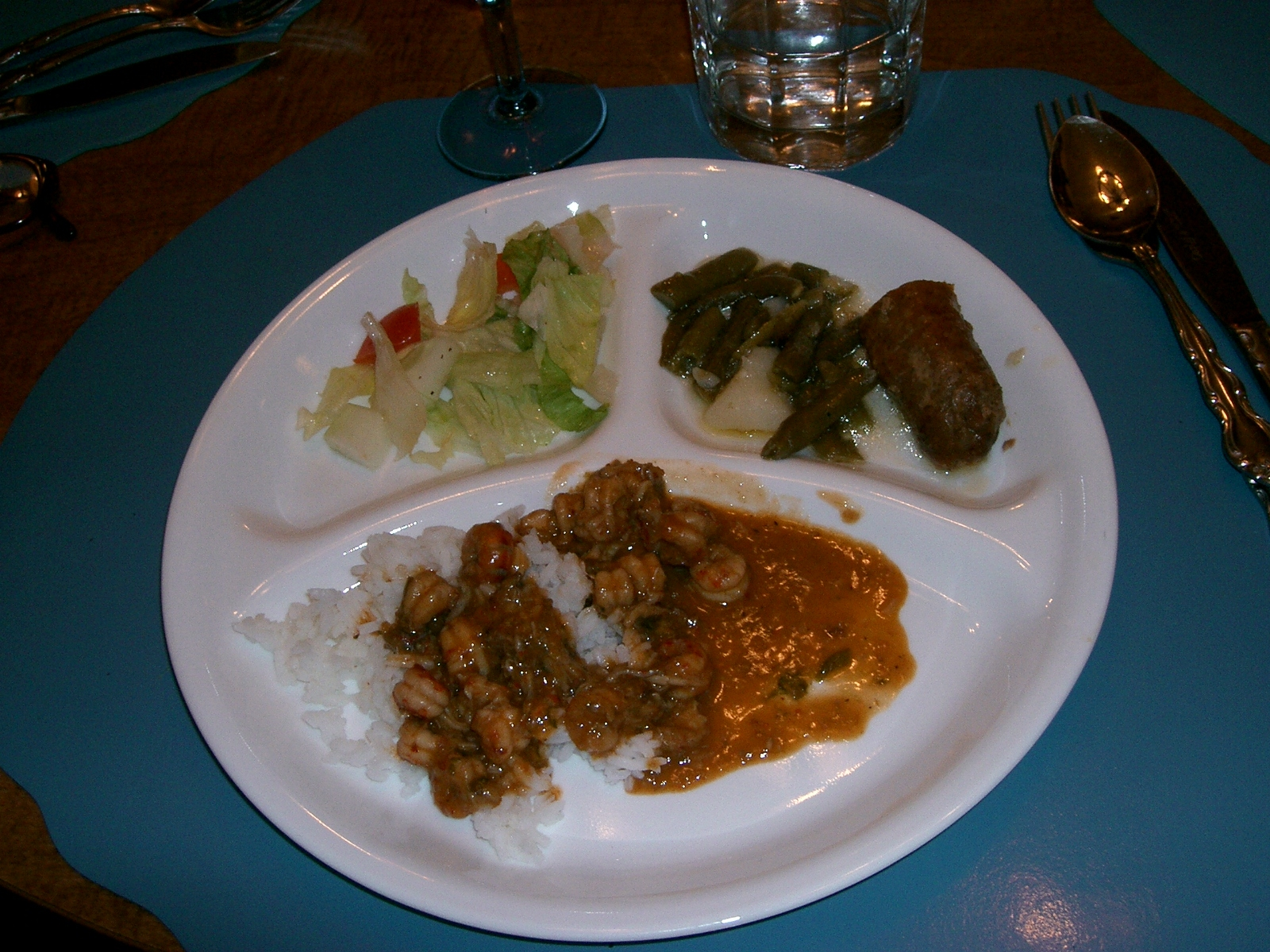
Gombo d'écrevisses, cuisine cadienne (Louisiane).
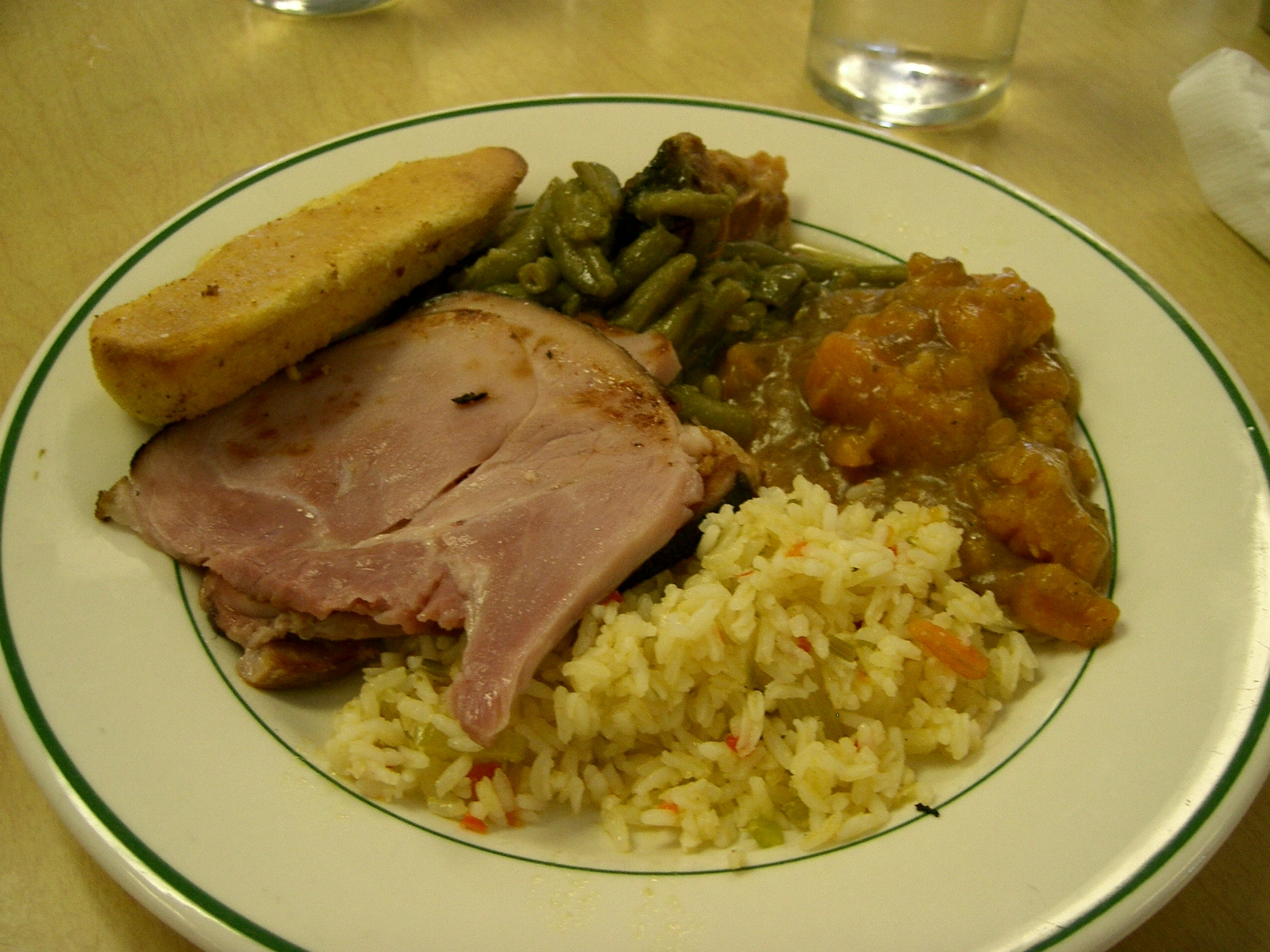
Viande de cochon et du jambalaya, cuisine cadienne (Louisiane).
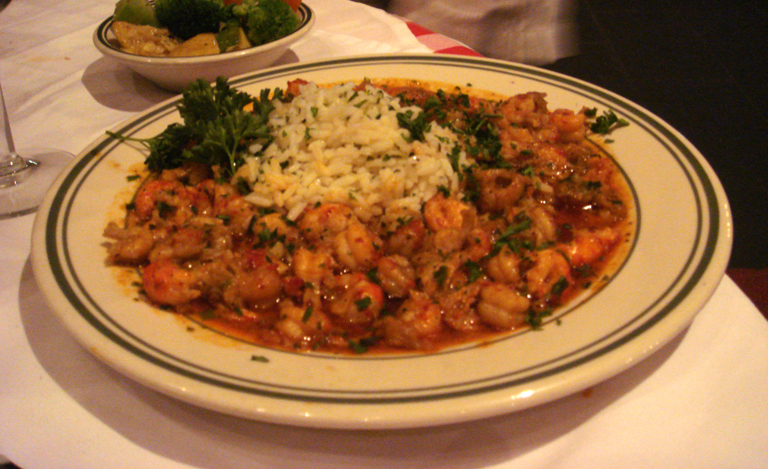
Écrevisses à l'étouffée.